# Charles Whitcombe
Charles A Whitcombe (Berrow, Somerset, 21 september 1895 - 1981) was een Engelse golfprofessional.
Charles had twee broers, die ook golfprofessional waren, Ernest en Reg, die onder meer in 1938 het Brits Open won. Charles won het Open nooit, maar eindigde in de periode 1922-1938 wel negen keer in de top-10. In 1927 speelde hij ook in het US Open, maar was na twee rondes uitgeschakeld. Hij was captain van het Britse Ryder Cup-team in 1931, 1935, 1937 en non-playing captain in 1949. In 1935 speelden ook zijn twee broers in het team. Henry Cotton mocht in 1933 en 1935 niet meedoen omdat hij in België les gaf. 
Charles Whitcombe won vier keer het Yorkshire Evening News Tournament. In 1931 moest hij tot de 39ste hole doorspelen om van Tommy Barber te winnen.

## Gewonnen
- 1926: Yorkshire Evening News Tournament
- 1927: Yorkshire Evening News Tournament
- 1928: News of the World Match Play, Yorkshire Evening News Tournament
- 1930: News of the World Match Play, Irish Open
- 1931: Yorkshire Evening News Tournament
- 1935: Dunlop Southport Tournament
- 1938: Silver King Tournament

## Boek
In 1931 werd 'Charles Whitcombe on golf' uitgegeven. Het werd geschreven door Alexander-Ouseley.